# Chlidichthys auratus
Chlidichthys auratus är en fiskart som beskrevs av Lubbock, 1975. Chlidichthys auratus ingår i släktet Chlidichthys och familjen Pseudochromidae. Inga underarter finns listade i Catalogue of Life.